# 西亞多
西亞多（IPA：[sʰəjàdɔ̀]，拉丁轉寫：hsayadaw， sayado， sayāḍo， sayāḍaw，或Sayadaw），又譯薩亞多，緬甸佛教頭銜，字面意義為“皇家教師”，佛教僧團中的資深長老或是寺院住持都可以被冠上這個稱號。這個稱號最早來自於擔任緬甸王室佛教導師的僧侶。

## 概述
现代西亚多（Sayadaw）在缅甸已普遍使用，佛教僧团中的资深长老，或是佛寺、僧院住持，或者拥有大量出家在家弟子的著名禅师、导师都可以被冠上这个称号。
西亚多可以以其法名、被授予的荣誉称号、常驻地地名或者主持的佛寺、僧院而得以尊称。

## 舉例
- 缅甸著名的明昆·西亚多（Mingun Sayadaw），即明昆三藏持者長老，《大佛史——南傳菩薩道》的教授者，上座部佛教第六次结集的首席应诵者，第一位背诵全部巴利三藏的“三藏持者”（Tipitakadhara），因卓越的成就被授予过众多的佛教头衔、荣誉称号，常见有如下尊称[1]：
  - Mingun Sayadaw（页面存档备份，存于） （明昆·西亚多）（因他常驻于家乡缅甸实皆山的明昆 Mingun 的佛寺而得名）
  - U Vicittasārabhivamsa （尊者·维吉达萨拉毗旺萨）[2]。（出家达上成为比库时，戒师授予的法名，“U”为尊称，可译为“尊者”或“尊敬的”）
  - Sayadaw U Vicittasārabhivamsa （西亚多·尊者·维吉达萨拉毗旺萨）
  - Mingun Sayadaw U Vicittasārabhivamsa （明昆·西亚多·尊者·维吉达萨拉毗旺萨）
  - Tipitaka Sayadaw U Vicittasārabhivamsa （三藏·西亚多·尊者·维吉达萨拉毗旺萨）
  - Tipitakadhara Dhammabhandakarika Sayadaw U Vicittasārabhivamsa （三藏持者·佛法宝藏司库·西亚多·尊者·维吉达萨拉毗旺萨）
  - Ven. Vicittasārabhivamsa Visittha Tipitakadhara Mahatipitakakovida Dhammabhandagarika Mingun Sayadaw （尊者·维吉达萨拉毗旺萨·卓越者·三藏持者·三藏大精通者·佛法宝藏司库·明昆·西亚多）[3]

- 宣隆·西亞多（U Sunlun Sayadaw；尊者·宣隆·西亞多），又譯孫倫·西亞多或孫倫大師，生於1878年的缅甸中部敏建县宣隆村（Sunlun Town，又譯孫倫村），1920年出家，於1920年11月9日证得阿羅漢果[4]，1952年入滅，肉身不腐。

- 另有：韦布·西亚多(Weibu Sayadaw)、莫古·西亚多(MogutSayadaw)、莫高·西亚多(Mogaun Sayadaw)、莫因·西亚多(Mohnyin Sayadaw)、多古·西亚多(Tawgu Sayadaw)、萨利岛·西亚多(Zarlitaung Sayadaw)、德因古·西亚多(Theinngu Sayadaw)、马哈希·西亚多(Mahasi Sayadaw)等等。